# Cezary Kochalski
Cezary Kochalski (ur. 26 września 1967 w Iławie) – polski ekonomista i nauczyciel akademicki, doktor habilitowany nauk ekonomicznych, profesor uczelni na Uniwersytecie Ekonomicznym w Poznaniu, od 2012 do 2016 prorektor tej uczelni, członek Rady Polityki Pieniężnej (2019–2025).

## Życiorys
W 1991 ukończył na Akademii Ekonomicznej w Poznaniu studia z zakresu ekonomiki i organizacji produkcji. W tym samym roku został też absolwentem studiów podyplomowych z rachunkowości i finansów na University of Stirling. Na macierzystej uczelni uzyskiwał kolejne stopnie naukowe w zakresie nauk ekonomicznych: w 1999 doktora na podstawie pracy pt. Analiza strategiczna kosztów w zarządzaniu przedsiębiorstwem, a w 2007 doktora habilitowanego w oparciu o rozprawę zatytułowaną Koszty w przedsiębiorstwie zarządzanym przez wartość. Ujęcie modelowe.
Zawodowo jako nauczyciel akademicki związany z Akademią Ekonomiczną w Poznaniu, przekształconą następnie w Uniwersytet Ekonomiczny w Poznaniu. W 2009 objął stanowisko profesora nadzwyczajnego tej uczelni. Został też kierownikiem Katedry Controllingu, Analizy Finansowej i Wyceny. W kadencji 2012–2016 pełnił funkcję prorektora uniwersytetu do spraw strategii i rozwoju. W pracy naukowej zajął się takimi zagadnieniami jak analiza finansowa i analiza sytuacji majątkowej, analiza kosztów, controlling oraz projektowanie i wdrażanie strategii. Autor ponad 100 publikacji naukowych z tej tematyki. Był także analitykiem finansowym w Wielkopolskim Banku Kredytowym, doradcą prezesa Narodowego Banku Polskiego i doradcą prezydenta Poznania do spraw strategii.
W latach 2017–2019 pełnił funkcję doradcy prezydenta RP Andrzeja Dudy. W latach 2018–2019 był przedstawicielem prezydenta RP w Komisji Nadzoru Finansowego. W grudniu 2019 prezydent Andrzej Duda powołał go na członka Rady Polityki Pieniężnej na okres sześcioletniej kadencji.
Odznaczony Medalem Komisji Edukacji Narodowej (2010).